# Mangue Seco

Mangue Seco gehört zum Bezirk (Municipio) von Jandaíra.

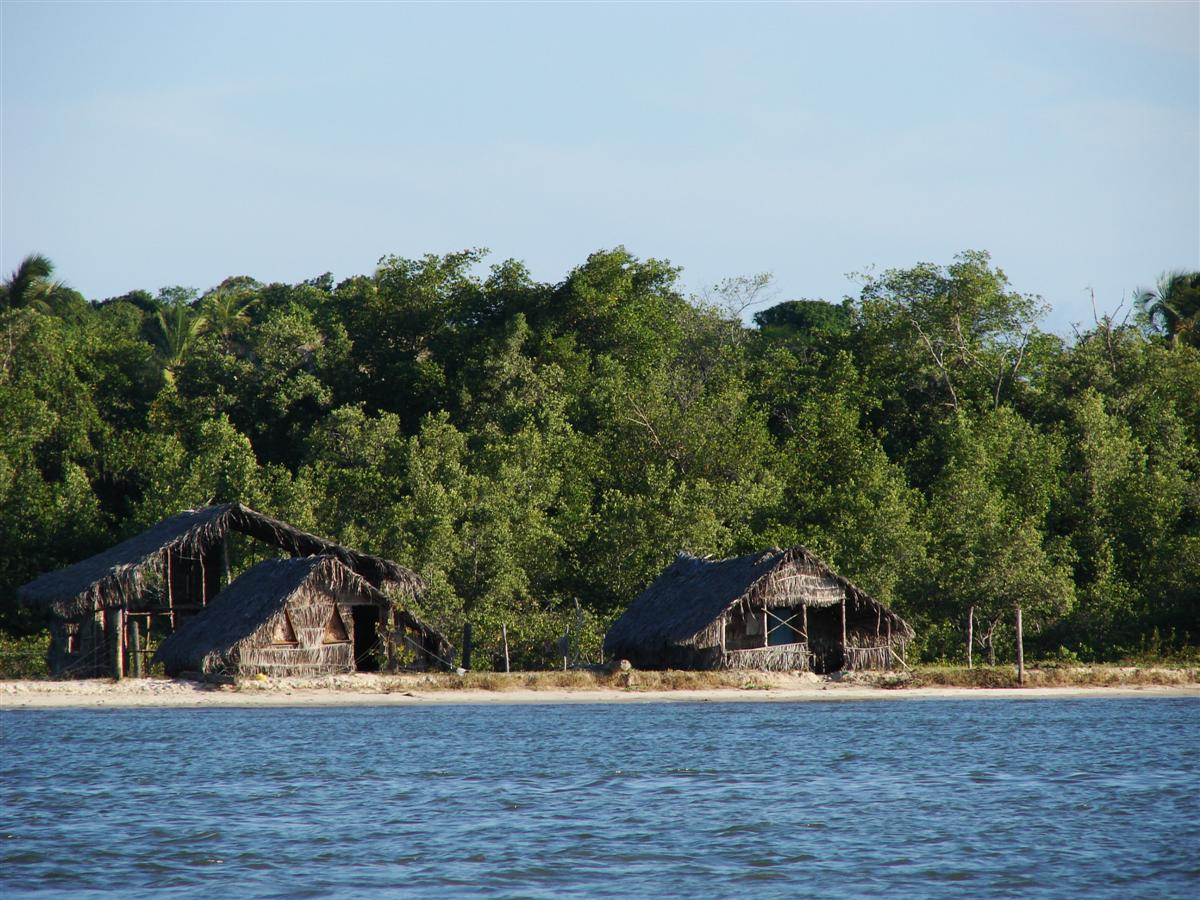
Strandansicht

Mangue Seco ist ein Ort an der Landesgrenze des Bundesstaates Bahia zum Bundesstaat Sergipe in Brasilien und gehört zum Munizip Jandaíra. Der Ort liegt im Delta des Flusses Rio Real und ist 242 km von Salvador da Bahia entfernt. Der Ort ist über den Endpunkt der Linha Verde zu erreichen.
Früher war Mangue Seco ein Fischerort, der nur über einen Passagierbootservice vom anderen Ufer des Flusses vom Ort Pontal aus dem Bundesstaat Sergipe erreicht werden kann oder aber mit einem Buggy über den breiten Sandstrand bei Ebbe vom Ort Costa Azul, welcher ca. 30 km südlich liegt. Rund um den Ort herum gibt es hohe Wanderdünen, die als touristische Attraktion gelten. 
Seit vor ca. 17 Jahren eine brasilianische Telenovela Tieta nach einem Buch von Jorge Amado von TV Rede Globo in diesem romantischen Fischerort gedreht wurde, hat der Ort in Brasilien nationale Berühmtheit erlangt, und dies hat das einfache Leben des Ortes stark verändert. Neben einigen Luxusherbergen gibt es nun viele Pensionen und Restaurants, die in den Ferientagen den Ansturm, insbesondere der brasilianischen Touristen, bewältigen müssen, welche die Orte der Telenovela besichtigen wollen.
Koordinaten: 11° 40′ 40″ S, 37° 30′ 30″ W